# Bahnhof Osterburken
Der Bahnhof Osterburken liegt an der Frankenbahn und an der Bahnstrecke Neckarelz–Osterburken und ist somit ein Eisenbahnknoten. Bedient wird er von Regionalbahnen, Regional-Express-Zügen und der S-Bahn RheinNeckar.

## Lage
Der Bahnhof befindet sich ca. 300 Meter von der Osterburkener Innenstadt entfernt. Die Bahnanlagen laufen parallel zur Kirnau im Osten und der Bahnhofstraße im Westen. Die Adelsheimer Straße überspannt den nördlichen Bahnhofskopf mit einer Brücke.
Das Relaisstellwerk Of befindet sich im südlichen Bahnhofsvorfeld westlich der Anlagen, das ablösende elektronische Stellwerk am südlichen Ende des Bahnsteigs 1.

## Geschichte
Die Königlich Württembergischen Staats-Eisenbahnen (K.W.St.E) eröffneten den Bahnhof 1866 als Endpunkt der Teilstrecke von Heilbronn nach Osterburken an der Unteren Jagst- und Neckarbahn, heute ein Teil der Frankenbahn. Zeitgleich wurde die Bahnlinie Mannheim–Würzburg (Badische Odenwaldbahn) eröffnet.
Ende März 1945 wurde ein „Evakuierungs“-Zug mit KZ-Häftlingen aus dem KZ Neckarelz drei Tage lang vor dem Ort abgestellt. Dabei starben neun Personen, die in einem Sammelgrab auf dem jetzigen alten Friedhof begraben wurden, ein Gedenkstein befindet sich dort.
Zum turnusgemäßen Fahrplanwechsel 2003/2004 am 14. Dezember 2003 wurde die Linie S1 der S-Bahn RheinNeckar eröffnet. Im Rahmen des S-Bahn-Ausbaus wurden große Abschnitte der Bahnsteige an den Gleisen 1 (Hausbahnsteig), 2 (Mittelbahnsteig) und 3 (Stumpfgleis am Mittelbahnsteig) behindertengerecht ausgebaut und mit Wetterschutzhäuschen versehen. Mindestens 140 Meter lange und 76 Zentimeter hohe Bahnsteige ermöglichen seitdem einen niveaugleichen Einstieg in die S-Bahn-Züge, welche in der Regel fast ausschließlich Gleis 1 nutzen. Die zweite Seite des Mittelbahnsteiges an Gleis 4 ist nur 36 cm bzw. 28 cm hoch.
Für ein elektronisches Stellwerk im Bahnhof wurde ein Planrechtsverfahren abgeschlossen. Die geplante Inbetriebnahme 2022 wurde auf 2025 verschoben.
Im Juni 2025 begann der barrierefreie Ausbau des Bahnhofs. Die Arbeiten sollen bis Sommer 2026 abgeschlossen werden. Die erwarteten Kosten von 11,8 Mio. Euro werden im Wesentlichen durch den Bund und die DB finanziert.

## Zugverkehr
Der Bahnhof Osterburken ist ein Eisenbahnknotenpunkt in Baden. Die Frankenbahn Stuttgart–Würzburg und die Bahnstrecke Neckarelz–Osterburken, ein Teil der Badischen Odenwaldbahn, stoßen hier aufeinander. Auf letzterer Strecke ist die Stadt Endstation der Linie S1 der S-Bahn RheinNeckar. Nach Würzburg und in der Gegenrichtung nach Heilbronn und Stuttgart verkehren Regional-Express-Züge. Regionalbahnen mit allen Unterwegshalten fahren werktags über Lauda nach Würzburg und in der Gegenrichtung täglich über Heilbronn und Stuttgart nach Tübingen. Im Schülerverkehr verdichten werktäglich Regionalbahnlinien, die dieselbetrieben von der Westfrankenbahn organisiert werden, umsteigefreie Verbindungen nach Lauda und Tauberbischofsheim bzw. aus Weikersheim und Miltenberg kommend. Die Linie S1 stellt eine Verbindung bis ins saarländische Homburg über Mosbach-Neckarelz, Eberbach, Heidelberg, Mannheim, Ludwigshafen, Neustadt (Weinstraße) und Kaiserslautern her. Alle Linien verkehren im Stundentakt. Richtung Heilbronn und Stuttgart sowie nach Mosbach gibt es einzelne Verstärkerleistungen.
| Linie         | Strecke | Takt                                         | Betreiber                 |
| ------------- | --- | -------------------------------------------- | ------------------------- |
| RE 8          | Würzburg – Lauda – Osterburken – Bad Friedrichshall – Neckarsulm – Heilbronn – Bietigheim-Bissingen – Ludwigsburg – Stuttgart | 60 min                                       | Arverio Baden-Württemberg |
| MEX 18        | Osterburken – Möckmühl – Bad Friedrichshall – Neckarsulm – Heilbronn – Bietigheim-Bissingen – Ludwigsburg – Stuttgart – Plochingen – Tübingen | 60 min                                       | DB Regio Stuttgart        |
| RB 85         | Würzburg – Lauda – Osterburken | 60 min                                       | DB Regio Bayern           |
| RB 84 / RB 87 | Miltenberg – Walldürn – Buchen – Seckach – Osterburken – Lauda (– Tauberbischofsheim) Weikersheim – Bad Mergentheim – Lauda – Osterburken | werktags einzelne Zugpaare im Schülerverkehr | Westfrankenbahn           |
| S 1           | Homburg (Saar) Hbf – Bruchmühlbach-Miesau – Hauptstuhl – Landstuhl – Kindsbach – Einsiedlerhof – Vogelweh – Kennelgarten – Kaiserslautern Hbf – Hochspeyer – Frankenstein (Pfalz) – Weidenthal – Neidenfels – Lambrecht (Pfalz) – Neustadt (Weinstr) Hbf – Neustadt (Weinstr)-Böbig – Haßloch (Pfalz) – Böhl-Iggelheim – Schifferstadt – Limburgerhof – (Ludwigshafen-Rheingönheim – Ludwigshafen-Mundenheim –) (einzelne Züge) Ludwigshafen (Rhein) Hbf – Ludwigshafen (Rhein) Mitte – Mannheim Hbf – Mannheim ARENA/Maimarkt – Mannheim-Seckenheim – Mannheim-Friedrichsfeld Süd – Heidelberg-Pfaffengrund/Wieblingen – Heidelberg Hbf – Heidelberg-Weststadt/Südstadt – Heidelberg-Altstadt – Heidelberg-Schlierbach/Ziegelhausen – Heidelberg Orthopädie – Neckargemünd – Neckargemünd Altstadt – Neckarsteinach – Neckarhausen (b Neckarsteinach) – Hirschhorn (Neckar) – Eberbach – Lindach – Zwingenberg (Baden) – Neckargerach – Binau – Mosbach‐Neckarelz – Mosbach West – Mosbach (Baden) – Neckarburken – Dallau – Auerbach (b Mosbach) – Oberschefflenz – Eicholzheim – Seckach – Zimmern bei Seckach – Adelsheim Nord – Osterburken Stand: Fahrplanwechsel Dezember 2021 | 60 min                                       | DB Regio                  |

## Empfangsgebäude
Das in den 1860er Jahren erbaute Empfangsgebäude wurde von der Deutschen Bahn 2014 versteigert und von der Gemeinde Osterburken zum Preis von 120.000 Euro erworben. Es hat eine Nutzfläche von rund 1090 Quadratmetern, und ein von der Deutschen Bahn genutzter Teil des Gebäudes ist an diese vermietet.